# Unipress Emacs

Unipress Emacs est un éditeur de texte de la famille Emacs. Il s'agit du code source de Gosling Emacs mais redistribué par la société Unipress Software le 6 mai 1983 sous la forme d'un logiciel privateur.
L'interpréteur Mocklisp sera également renommé sous l'appellation MLisp.

## Historique
James Gosling avait réalisé Gosling Emacs dans la pure tradition hacker, en fournissant le code source et en autorisant la redistribution de copies. Ce n'était pas un logiciel libre dans le sens moderne du terme; la protection juridique du logiciel par une licence libre n'existait pas, les libertés provenaient des us et coutumes de la communauté hacker. Richard Stallman s'était naturellement inspiré de Gosling Emacs dans sa seconde implémentation d'Emacs. Après son rachat par Unipress Software, Gosling Emacs devenait Unipress Emacs et prenait la forme d'un logiciel privateur. Unipress Software demanda à Richard Stallman de ne pas distribuer son code source présent dans GNU Emacs, lequel fut retiré, à quelques exceptions près, pour la sortie de GNU Emacs 16.56 le 15 juillet 1985.
Cet évènement illustre avec l'épisode Symbolics la fragilité du patrimoine logiciel légué par la communauté hacker. Cette fragilité soulève la question de la protection de ce patrimoine. Les évènements Gosling et Symbolics aideront Richard Stallman à formaliser le concept de copyleft.

### Articles externes
- (en) Fiche technique